# Jimmy Cobb
Pour les articles homonymes, voir Cobb.
Wilbur James Cobb, dit Jimmy Cobb, né le 20 janvier 1929 à Washington D.C. et mort le 24 mai 2020 à New York, est un batteur américain de jazz.

## Biographie
Après avoir travaillé avec quelques gloires locales, Jimmy Cobb accompagne Earl Bostic en tournées (1951), puis Dinah Washington, dont il devient le compagnon et le directeur musical (1951-1955). Suit une période new-yorkaise en indépendant, jusqu'à ce qu'il soit engagé par Cannonball Adderley (1957-58) et soit brièvement associé à Stan Getz et Dizzy Gillespie. En 1958, il suit Cannonball Adderley chez Miles Davis. Aux côtés du trompettiste, il forme alors, jusqu'en 1962, une exceptionnelle section rythmique avec Paul Chambers et Bill Evans, puis avec Red Garland et, surtout, Wynton Kelly, avec qui il joue régulièrement jusqu'à sa mort.
En 1963, Jimmy Cobb quitte Miles Davis mais continue de travailler avec la section rythmique de Miles, Wynton Kelly et Paul Chambers. Ils se sépareront à la fin des années 1960, lorsque Jimmy Cobb décidera de travailler avec Sarah Vaughan, avec laquelle il restera 9 ans.
À ce moment, Jimmy Cobb repart en indépendant, pendant les années 1970, 1980 et 1990 et joue pour différents groupes comme ceux de Nat Adderley ou de George Coleman.
Reconnu rapidement comme un accompagnateur de talent, Jimmy Cobb a travaillé avec un grand nombre d'artistes prestigieux tels que Dinah Washington, Pearl Bailey, Clark Terry, Cannonball Adderley, Dizzy Gillespie, John Coltrane, Sarah Vaughan, Billie Holiday, Wynton Kelly, Stan Getz, Wes Montgomery, Miles Davis, Paul Chambers, Kenny Burrell, J.J. Johnson, Sonny Stitt, Nat Adderley, Hank Jones, Ron Carter, George Coleman, Fathead Newman, Art Pepper (Gettin' Together!, 1960) et bien d'autres.
Son œuvre la plus connue demeure Kind of Blue auquel il participe en compagnie de Miles Davis en 1959, « reconnu par les plus éminents critiques de jazz non seulement comme le meilleur album de Miles Davis, mais aussi comme le plus grand disque de jazz jamais réalisé ». Il participera avec Miles Davis à d'autres enregistrements majeurs de l'histoire du jazz, comme Sketches of Spain, Someday My Prince Will Come ou Porgy and Bess.
Jimmy Cobb meurt d'un cancer du poumon le 24 mai 2020, à son domicile new-yorkais de Manhattan.

## Matériel
Jimmy Cobb joue sur des cymbales SABIAN (modèle HH et artisan), une batterie DW et utilise des baguettes VATER (modèle signature Jimmy Cobb).

## Récompenses
- National Endowment for the Arts - NEA Jazz Master : nomination et récompensé en qualité de Jazz Master en 2009[5] (N.B. : la plus prestigieuse récompense de la nation américaine en matière de jazz).

## Discographie

### En tant que leader
- Cobb's Corner
- Marsalis Music Honors Series
- Cobb's Groove
- Cobb is back in Italy
- So nobody else can hear
- Yesterdays
- Only For The Pure of Heart

### Comme sideman
Avec Cannonball Adderley
- Sophisticated Swing (EmArcy, 1956)
- Cannonball Enroute (EmArcy, 1957)
- Cannonball's Sharpshooters (EmArcy, 1958)
- Jump for Joy (EmArcy, 1958)
- Cannonball Adderley Quintet in Chicago (Mercury, 1959)
- Cannonball Takes Charge (Riverside, 1959)

Avec Nat Adderley
- That's Right! (Riverside, 1960)

Avec Toshiko Akiyoshi
- Toshiko Mariano and her Big Band (Vee-Jay, 1964)

Avec Lorez Alexandria
- Alexandria the Great (Impulse!, 1964)
- More of the Great Lorez Alexandria (Impulse!, 1964)

Avec Walter Benton
- Out of This World (Jazzland, 1960)

Avec Kenny Burrell et John Coltrane
- Kenny Burrell & John Coltrane (New Jazz, 1963)

Avec John Coltrane
- Standard Coltrane (Prestige, 1958)
- Stardust (Prestige, 1958)
- Kenny Burrell and John Coltrane (Prestige, 1958)
- Bahia (Prestige, 1958)
- Giant Steps (seulement sur Naima) (Atlantic, 1959)
- Coltrane Jazz (Atlantic, 1959)

Avec Miles Davis
- Porgy and Bess (Columbia, 1958)
- 1958 Miles (Columbia, 1958)
- Jazz at the Plaza (Columbia, 1958)
- Kind of Blue (Columbia, 1959)
- Sketches of Spain (Columbia, 1960)
- Someday My Prince Will Come (Columbia, 1961)
- Miles Davis at The Blackhawk, San Francisco (Columbia, 1961)
- Miles and Monk at Newport (Columbia, 1963)

Avec Kenny Dorham
- Blue Spring (Riverside, 1959)

Avec Kenny Drew
- Lite Flite (SteepleChase, 1977)

Avec Curtis Fuller
- Soul Trombone (Impulse!, 1961)

Avec Benny Golson
- Pop + Jazz = Swing (Audio Fidelity, 1961) - Aussi connu sous le nom de Just Jazz!
- Turning Point (Mercury, 1962)

Avec Paul Gonsalves
- Gettin' Together! (Jazzland, 1960)

Avec Joe Henderson
- Four (Verve, 1968)
- Straight, No Chaser (Verve, 1968)

Avec Jon Hendricks
- Freddie Freeloader (Denon, 1990)

Avec Wynton Kelly
- Kelly Blue (Riverside, 1959)
- Wynton Kelly! (Vee-Jay, 1961)
- Someday My Prince Will Come (Vee-Jay, 1961)
- Comin' in the Back Door (Verve, 1963)
- It's All Right! (Verve, 1964)
- Undiluted (Verve, 1965)
- Blues on Purpose (Xanadu, 1965)
- Full View (Riverside, 1967)
- Last Trio Session (Delmark, 1968)

Avec Hubert Laws
- The Laws of Jazz (Atlantic, 1964)

Avec Johnny Lytle
- New and Groovy (Tuba, 1966)

Avec Pat Martino
- Desperado (Prestige, 1970)

Avec Wes Montgomery
- Full House (Riverside, 1962)
- Boss Guitar (Riverside, 1963)
- Guitar on the Go (Riverside, 1963)
- The Alternative Wes Montgomery (Riverside, 1963)
- Smokin' at the Half Note (Verve, 1965)
- Smokin' Guitar (Verve, 1965)
- Willow Weep for Me (Verve, 1969)

Avec Art Pepper
- Gettin' Together! (Contemporary, 1960)

Avec Sonny Red
- Out of the Blue (Blue Note, 1960)
- The Mode (Jazzland (1961)
- Images (Jazzland, 1961)

Avec Shirley Scott
- For Members Only (Impulse!, 1963)
- On a Clear Day (Impulse!, 1966)

Avec Wayne Shorter
- Introducing Wayne Shorter (Vee-Jay, 1959)

Avec Teri Thornton
- Devil May Care (Riverside, 1961)

Avec Bobby Timmons
- This Here is Bobby Timmons (Riveside, 1960)
- Easy Does It (Riverside, 1961)
- From the Bottom (Riverside, 1964)
- The Soul Man! (Prestige, 1966)
- Got to Get It! (Milestone, 1967)

Avec Sarah Vaughan
- Live in Japan (Mainstream, 1975)
- Ronnie Scott's Presents Sarah Vaughan Live (Pye, 1977)